# 김민규 (프로게이머)
김민규(1993년 1월 5일 ~ )는 대한민국의 전직 스타크래프트 II 프로게이머이다. 종족은 저그이며, 아이디는 Check이다. 이전 아이디는 ALBM이었다.
2011년 상반기 드래프트에서 MBC게임 히어로의 1차지명을 받아 입단했다.
2011년 11월, 소속팀인 MBC게임이 해체되었고, 포스팅에서 어느 팀의 지명도 받지 못했으다. 이후 STX SouL에서 연습생으로 활동하다가 진에어 그린윙스에 입단하였다.
2013년 8월 해외 팀인 Western Wolves팀으로 이적했다.
2014년 Western Wolves의 해체로 무소속으로 활동하다가 동년 1월 28일 대만의 게임단인 Wayi Spider에 입단했다.
2015년 2월까지 Wayi Spider에서 활동했으며 이후 무소속 신분이 된 후 3월 26일 진에어 그린윙스에 복귀했다.
2015년 10월 30일 진에어 그린윙스가 김민규와의 계약 종료를 공식 발표하면서 은퇴했다. 은퇴 후 아프리카TV 방송을 하고 있다.

## 수상 경력
- 2011년 제 62회 커리지매치 입상
- 2013년 2013 WCS Korea Season 1 챌린저리그 48강
- 2014년 TeSL 2013-2014 Season 3 8강
- 2014년 2014 WCS 아메리카 시즌 2 프리미어리그 16강
- 2014년 TeSL 2013-2014 Season 4 3위
- 2014년 2014 WCS 아메리카 시즌 3 프리미어리그 16강
- 2014년 32 Boys 1 Cup 32강
- 2014년 TeSL 2014-2015 Season 1 3위
- 2015년 IEM Season IX - Taipei 16강
- 2015년 TeSL 2014-2015 Season 2 준우승